# 程材
程材（1466年—1506年），字良用，直隸徽州府歙縣岑山渡人，明朝政治人物，弘治丙辰進士。

## 生平
弘治五年（1492年）壬子科應天府鄉試第五十名，弘治九年（1496年）丙辰科會試第七十六名，三甲進士。初授福建汀州府推官，選授河南道監察御史。在諫垣一年，多有建白。正德元年（1506年）卒於官，年四十一。

## 事跡
程材在任汀州推官期間，執法嚴明，深得巡按御史胡華倚重。
程材任試御史期間，給事中吳蕣、王蓋被黜，程材抗疏。
曾推薦王綸、許進、林俊、陳茂烈、張詡、夏鍭等，多為名士。

## 家族
曾祖程仕良；祖父程永瑞；父程彥。母曹氏。重庆下。